# Le Monde de Rocannon
Le Monde de Rocannon (titre original : Rocannon's World) est un roman de science-fiction et de fantasy écrit par Ursula K. Le Guin, publié en 1966 puis traduit en français et publié en 1972. Il fait partie d'un cycle intitulé le Cycle de l'Ékumen.
C'est dans ce roman qu'est évoqué pour la première fois l'ansible, un dispositif permettant de réaliser des communications quasi instantanées quelle que soit la distance.

## Prologue: Le collier
Le roman est précédé d'un prologue, Le Collier de Semlé, initialement paru comme nouvelle indépendante en 1964, sous le titre The Dowry of the Angyar (qui signifie «la dot des Angyar»), et intégrée directement au Monde de Rocannon pour la première publication en français en 1972 sous le titre Le Collier.
Sur la deuxième planète du système solaire de Fomalhaut, l'irruption de la Ligue de Tous les Mondes a détruit des équilibres fragiles. La belle Semlé, noble Angyar tombée dans le dénuement, décide de reconquérir son honneur en allant recouvrer un collier fabuleux que conserve l'ethnologue Rocannon, à huit années-lumière de là. Rocannon impressionné, soutiendra l'arrêt des transferts de technologie vers Fomalhaut ainsi que de l'impôt que la Ligue y prélevait. Semlé, de retour chez elle, découvre que seize ans se sont écoulés, et donne le collier à sa fille Haldre avant de disparaître volontairement.

## Résumé
Rocannon revient à la tête d'une expédition ethnologique (en 321 de l'ère), mais son vaisseau est détruit par un ennemi inconnu. À l'époque, la Ligue se prépare à une "guerre  à venir" contre un ennemi non humain, mais d'emblée, Rocannon pense à une planète en rébellion, Faradée. Ayant découvert la position de l'ennemi en écoutant ses communications, il se met en route dans l'espoir d'utiliser ses appareils pour prévenir la Ligue. Durant son périple, il essaye de contacter les Argiliens, troglodytes qui aidèrent jadis Semlé, mais, déçus que la Ligue les ait abandonnés, ils lui refusent leur aide ; il découvre aussi l'intérêt de la télépathie, phénomène qui n'est alors pas pris en compte par la Ligue.
Aidé de quelques autochtones de deux races, il traverse un continent pour trouver l'ennemi et réussit effectivement à envoyer son message. La Ligue envoie alors des navires-robots hyperluminiques (aucun être vivant ne peut survivre à un saut) qui annihilent les envahisseurs.
Rocannon se marie sur place mais décédera avant qu'arrive une nouvelle expédition.
« Il ne sut donc jamais que la Ligue avait donné à ce monde son propre nom. »

## Éditions françaises
- Dans Le Monde de Rocannon / Planète d'exil / La Cité des illusions, OPTA, coll. « Club du livre d'anticipation » no 40, 1972, traduction Jean Bailhache.

Cette édition dispose d'une introduction d'Ursula K. Le Guin, nommée  La Nébuleuse du crabe, la paramécie et Tolstoï, traduite par Michel Demuth.
- Le Monde de Rocannon, Le Livre de poche, coll. « SF » no 7029, 1978  (ISBN 2-253-02043-5)
- Le Monde de Rocannon, Pocket, coll. « Science-fiction » no 5252, 1987  (ISBN 2-266-01935-X), 1991  (ISBN 2-266-04372-2)
- Le Monde de Rocannon, Le Livre de poche, coll. « SF » no 7248, 2003  (ISBN 2-253-07248-6)